# Iglesia de San Facundo
La iglesia de San Facundo fue un templo católico de la ciudad española de Segovia, ya desaparecido.

## Descripción
La iglesia estaba en una plaza que ahora lleva el mismo nombre. Mariano Sáez y Romero, en Las calles de Segovia (1918), decía sobre la entonces plazuela lo siguiente:

Se llama así por la desaparecida iglesia de San Facundo, que existía en el centro de dicha plazuela y sitio que hoy adornan unos cuantos árboles de sombre. San Facundo era una pequeña iglesia de estilo románico, levantada por los siglos XII y XIII de nuestra era, baja de techumbre y con el ábside característico de las iglesias de la época. Hacía muchos años que dejó de prestar servicio al culto y últimamente estaba dedicada a Museo provincial de arte; pero habiendo acusado ruina, hubo de ser demolida en los primeros meses de 1895 y poco antes trasladados a otro local los objetos artísticos y arqueológicos que allí se conservaban.
(Sáez y Romero, 1918, pp. 157-158)

El edificio, como aseveraba Sáez y Romero, hizo las veces de museo provincial; hablaba de ello Pascual Madoz en el decimocuarto volumen del Diccionario geográfico-estadístico-histórico de España y sus posesiones de Ultramar, dentro del capítulo dedicado a la ciudad:

Museo provincial. La comision de monumentos artisticos reunió en diferentes épocas en el palacio ep. mas de 600 cuadros, que habia recogido en los conv. y parr. suprimidas: nombrado el actual ob., dispuso la misma comision para dejar espédito su palacio, trasladar los cuadros mejores á la suprimida parr. de San Facundo, erigiéndola en museo y restaurando para ello una gran parte del edificio: así se hizo y se colocaron en su recinto 243 cuadros entresacados de los 600 referidos, y aunque en esta pequeña coleccion no hay en verdad ninguno de un mérito insigne, se encuentran sin embargo algunos originales de Ricci, Camilo y el Greco, de muy buen efecto: entre estos debemos citar un Sto. Cristo con las dos Marias, y un San Gerónimo del primero; una caida de San Pablo del segundo, y un San Francisco del último: tambien aparecen varias tablas que pueden tomarse por originales, de correcto dibujo y colorido, y otros que por su antigüedad deben reputarse de sumo interés para la historia de la pintura: muchas copias bastante regulares de los cuadros de los mas célebres pintores, retratos de San Fernando, de Felipe II, de reverendos padres y otros de historia bastante bien entendidos; de suerte que si la comision constase con fondos para una acertada restauracion, el museo de San Facundo podria competir con otros mas celebrados.
(Madoz, 1849, p. 118)